# Otto Wünsche
Otto Wünsche (Duisburg, 28 settembre 1884 – Kiel, 29 marzo 1919) è stato un militare tedesco.
Ufficiale della Marina tedesca durante la prima guerra mondiale, fu un asso dei sommergibilisti avendo affondato al termine della guerra 76 navi per un totale di 152.340 tls, una corvetta britannica da 1.290 tls, e danneggiato ulteriori sei navi per un totale di 25.317 tonnellate. Decorato della Croce di Ferro di prima classe, dell'Ordine Pour le Mérite e della Croce di Cavaliere dell'Ordine Reale di Hohenzollern con spade.

## Biografia
Nacque a Duisburg il 28 settembre 1884, e si arruolò come Seekadett nella Kaiserliche Marine il 1 aprile 1902, divenendo membro del corpo equipaggi nell’aprile 1904. Completato l’addestramento basico, frequentò i corsi presso l’Accademia Navale di Mürwik, divenendo Fähnrich zur See l‘11 aprile 1903, Leutnant zur See il 29 settembre 1905, e Oberleutnant zur See il 30 marzo 1908. Entrato nella specialità sommergibilisti il 1 ottobre 1913, fu promosso Kapitänleutnant il 15 novembre dello stesso anno, assumendo il comando del sottomarino U-25 il 9 maggio 1914. Dopo lo scoppio della prima guerra mondiale  eseguì tre missioni belliche al comando dell‘U-25, lasciando il comando dell‘unità il 15 settembre 1915, passando a quello dell'U-70 il 22 settembre successivo. Con l'U-70 ottenne numerosi successi, e il 15 settembre 1917 lasciò il comando dell‘unità per assumere quello dell'U-97 il 14 ottobre successivo. Il 12 gennaio 1918 fu esonerato dal comando, ma ritornò in servizio attivo il 7 ottobre dello stesso anno, quando assunse il comando del sommergibile U-126, incarico che mantenne fino alla fine del conflitto, avvenuta l‘11 novembre dello stesso anno.
Il 20 dicembre 1917 era stato decorato con l'Ordine Pour le Mérite. Lasciato il servizio il 23 novembre, si spense a Kiel, a causa di una malattia, il 29 marzo 1919.
La Kriegsmarine nel 1940 varò un cacciasommergibili a lui intitolato.